# Лаутербах (Гессен)
Лаутербах (нім. Lauterbach) — місто Німеччини, у землі Гессен. Підпорядковується адміністративному округу Гіссен. Входить до складу району Фогельсберг.

## Топонім

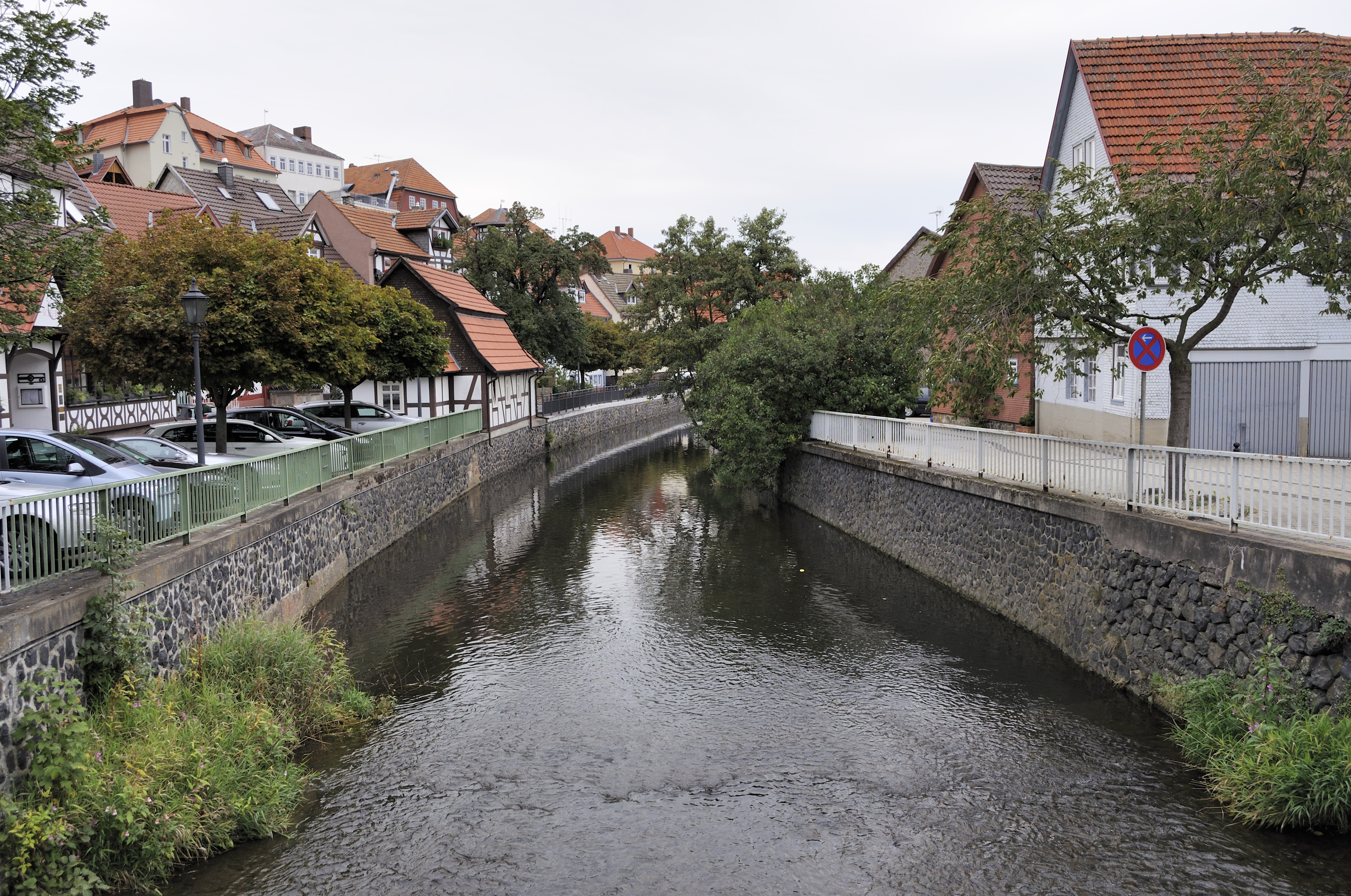
Річка Лаутер у місті Лаутербах

Назва міста походить від річки Лаутер, яка протікає через місто.

## Географія
Місто розташоване на річці Лаутер, допливі річки Фульда, у центральній частині Гессену, за 25 км на північний захід від Фульди, адмінцентр регіону Східний Гессен. 
Площа — 102 км2. 

## Історія
Перша письмова згадка про Лаутербах датована 812 роком.
16 березня 1266 року Лаутербах отримало міські права.

## Населення
Чисельність населення, станом на 2023 рік, налічує 13 033 особи.

## Галерея

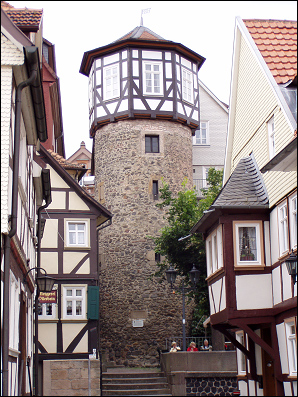
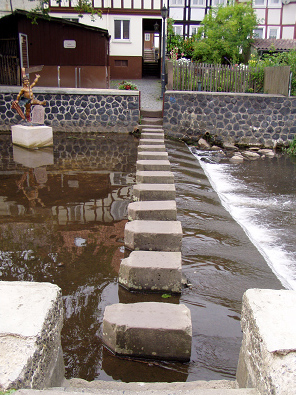
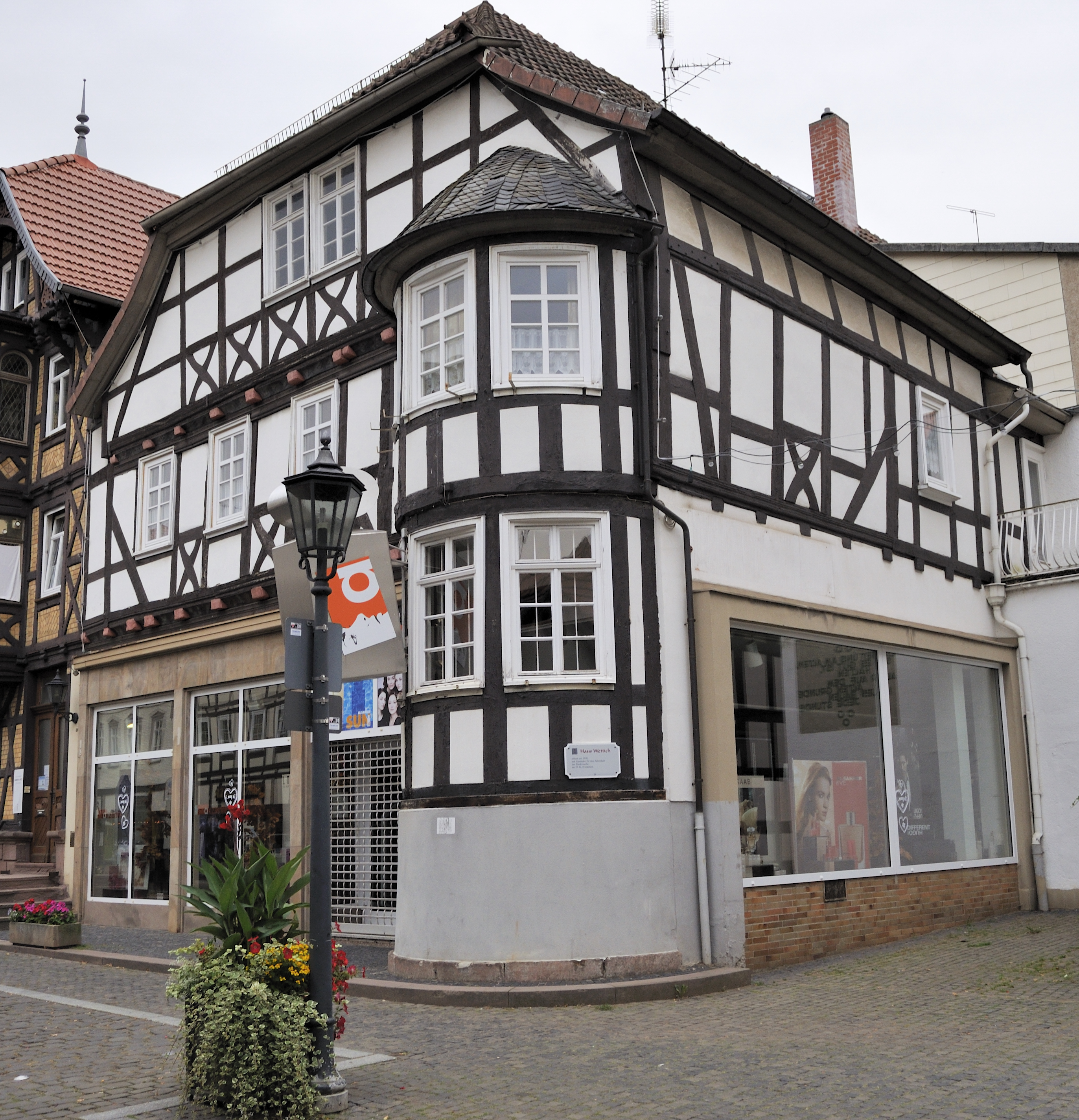
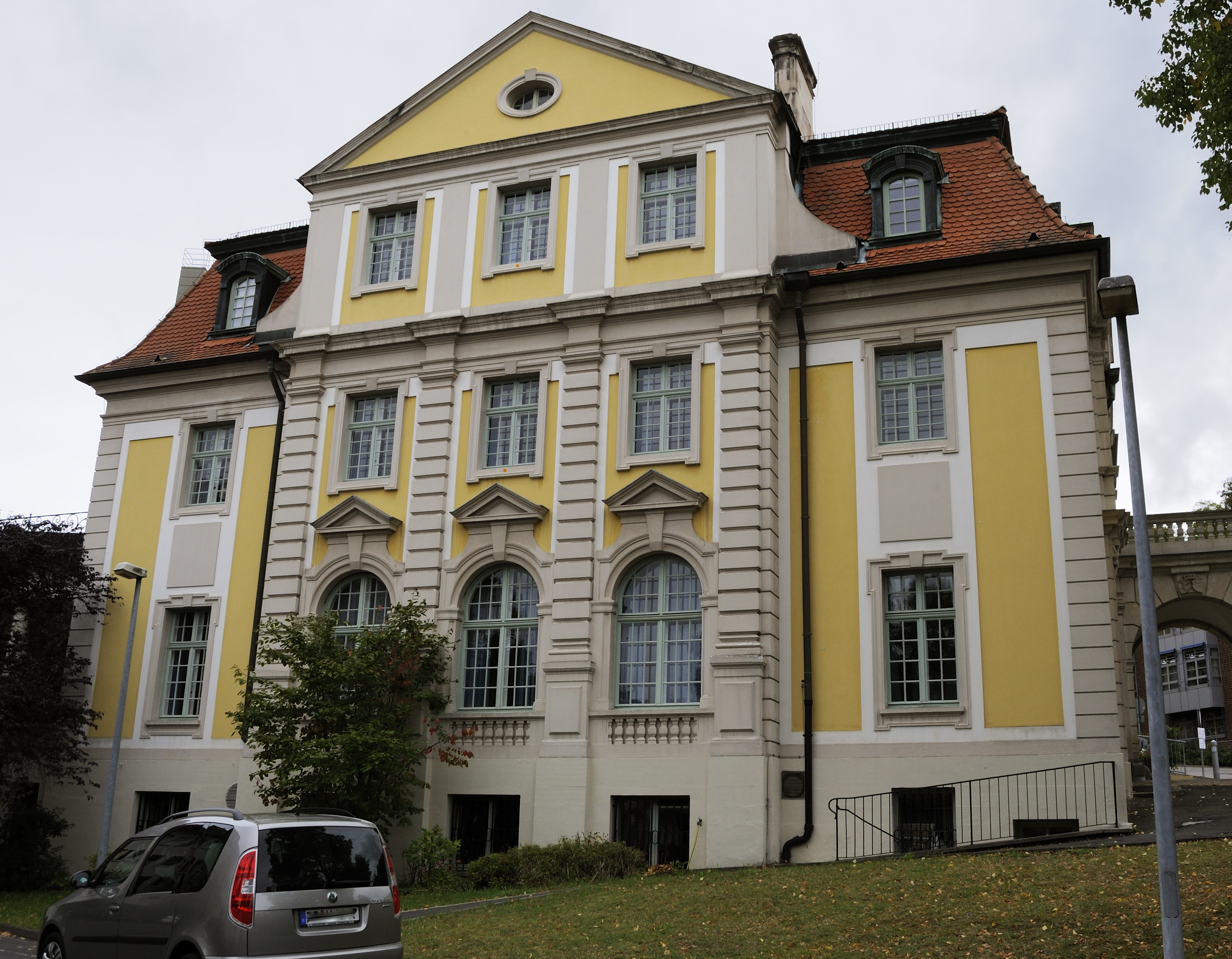
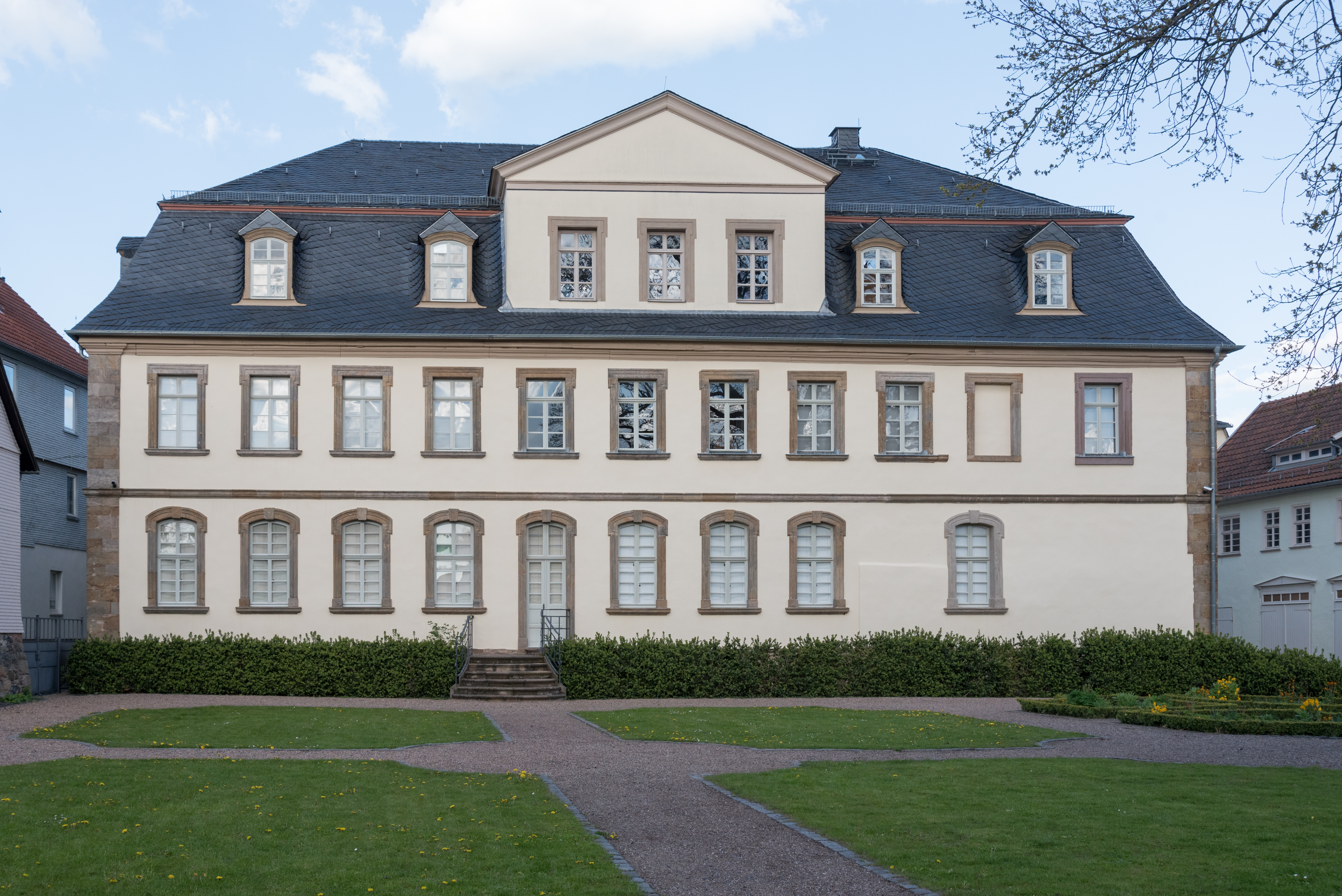
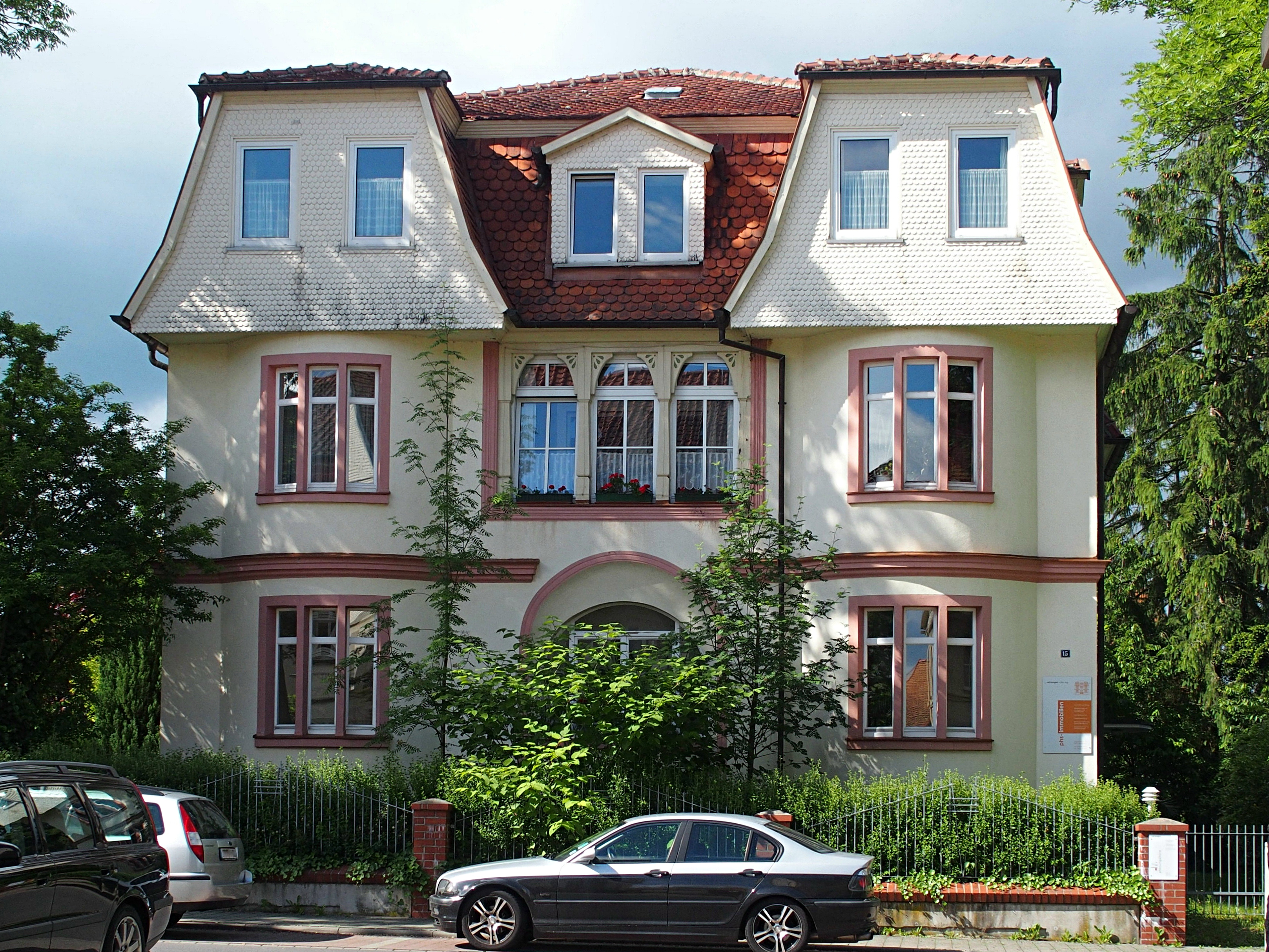
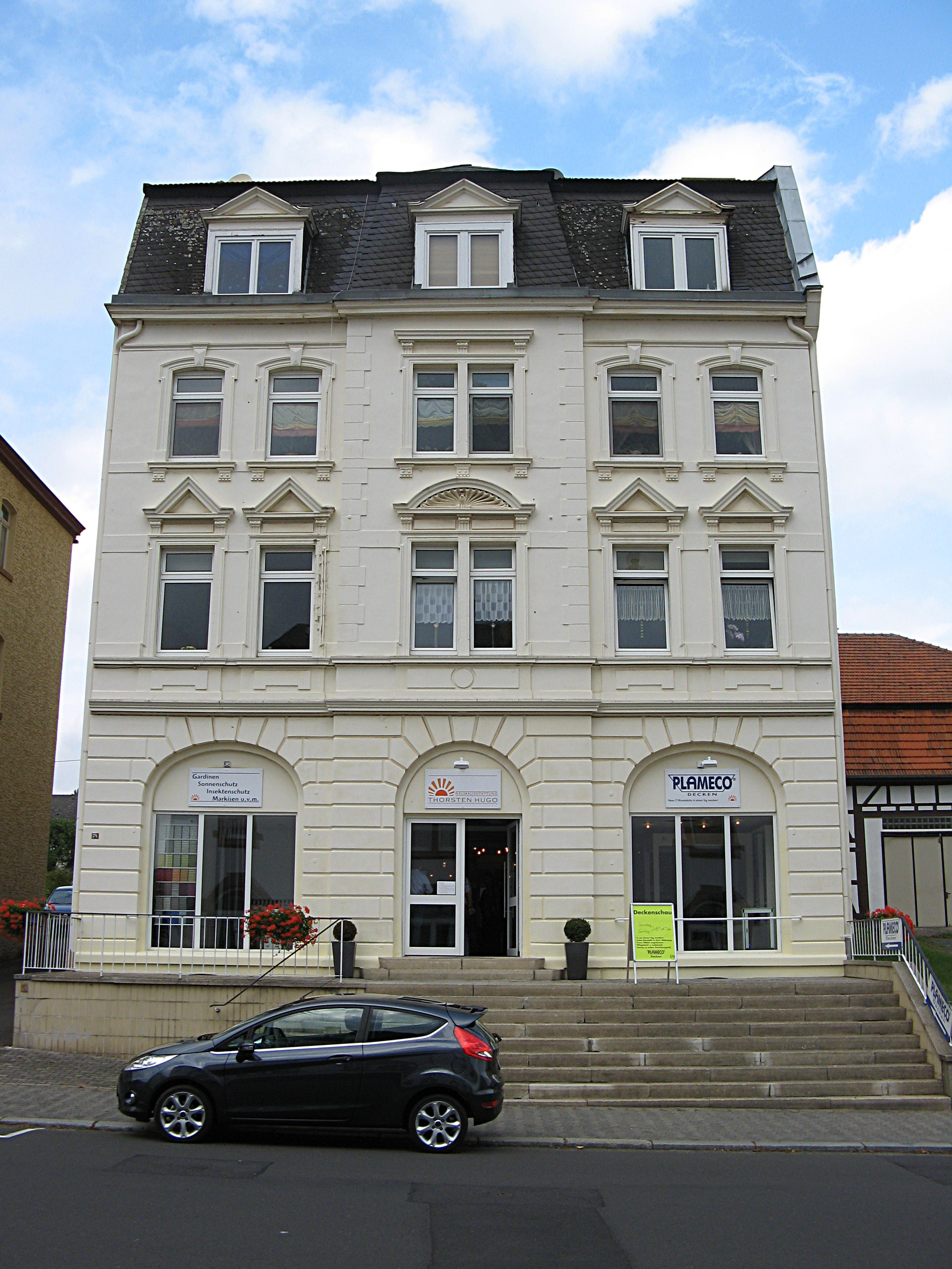

## Персоналії
- Фріц Айзель — німецький художник та графік.
- Ернст Гехлер — німецький військовик, корветтен-капітан крігсмаріне.
- Фрідріх Рідзель — німецький військовик, який брав участь у Семирічній війні та Війни за незалежність США на боці Великої Британії.